# Вада (Ливорно)
Вада је насеље у Италији у округу Ливорно, региону Тоскана.
Према процени из 2011. у насељу је живело 3461 становника. Насеље се налази на надморској висини од 1 м.